# Lori Sutton
Lori Jo Ann Sutton (* 5. August 1960 in San Mateo, Kalifornien) ist eine US-amerikanische ehemalige Schauspielerin und Playmate.

## Leben
Sutton wurde am 5. August 1960 in San Mateo geboren. Sie gab 1981 im Film Mel Brooks’ verrückte Geschichte der Welt in einer Nebenrolle ihr Filmschauspieldebüt. Im selben Jahr war sie in der Filmproduktion Kein Mord von der Stange zu sehen. 1982 erhielt sie Episodenrollen in den Fernsehserien Strike Force und CHiPs und war im Film Ich glaub’, ich steh’ im Wald zu sehen. Außerdem war er bis einschließlich 1983 in den Fernsehserien Matt Houston und Love Boat in verschiedenen Rollen zu sehen. 1983 spielte sie die weibliche Hauptrolle der Delores Lane in der Horrorkomödie A Polish Vampire in Burbank, der im Videoverleih erschien. 1984 stellte sie im Film Das turbogeile Gummiboot die Rolle der Edith Hutton dar. 1985 war sie im Film Malibu-Express als Beverly zu sehen. Nach einer Episodenrollen 1990 in der Fernsehserie Hunter, war sie erst wieder 2014 im Kurzfilm Dinner in einer Filmrolle zu sehen.
1983 wurde sie für die Reihe Playboy’s Girls of Summer #1 als Playmate im Playboy abgelichtet. Im Oktober 1984  wurde von ihr Bilder im Magazin High Society veröffentlicht. Im November 1984 wurden Aktfotos von ihr in der Ausgabe „Sex In Cinema 1984“ veröffentlicht.

## Filmografie (Auswahl)
- 1981: Mel Brooks’ verrückte Geschichte der Welt (History of the World, Part I)
- 1981: Kein Mord von der Stange (Looker)
- 1982: Strike Force (Fernsehserie, Episode 1x13)
- 1982: CHiPs (Fernsehserie, Episode 5x18)
- 1982: Ich glaub’, ich steh’ im Wald (Fast Times at Ridgemont High)
- 1982–1983: Matt Houston (Fernsehserie, 2 Episoden, verschiedene Rollen)
- 1983: Love Boat (Fernsehserie, Episode 6x25)
- 1983: A Polish Vampire in Burbank
- 1984: Das turbogeile Gummiboot (Up the Creek)
- 1984: Police Patrol – Die Chaotenstreife vom Nachtrevier (Night Patrol)
- 1985: Malibu-Express (Malibu Express)
- 1987: Falcon Crest (Fernsehserie, Episode 7x03)
- 1987: The Unknown Comedy Show
- 1990: Hunter (Fernsehserie, Episode 6x20)
- 2014: Dinner (Kurzfilm)